# Hon Chi Fun
Hon Chi Fun (chinesisch 韓志勳, Pinyin Hán Zhìxūn; * 22. September 1922 in Hongkong; † 24. Februar 2019) war ein abstrakter chinesischer Maler und Grafiker. Er gehörte zum Kreis der bedeutendsten abstrakten Maler Chinas.

## Leben
1956 begann Hon autodidaktisch mit abstrakten Ölskizzen. Sein Werk wurde erstmals 1958 in einer Gruppenausstellung in Hongkong ausgestellt. Er war zudem Teilnehmer des 1. Hongkong Start Festivals in Hongkong. Anschließend begann er vertieft abstrakt zu arbeiten und arbeitete chinesische Schriftzeichen in seine Arbeiten ein. 1960 wurden seine Werke in der Chatman Galerie in Hongkong ausgestellt. 1965 begann sein reichhaltiges grafisches Schaffenswerk. 1969 erhielt er das Stipendium des J.M. Rockefeller Fund. Dieses Stipendium ermöglichte ihm eine rege internationale Reisetätigkeit zwischen 1970 und 1978.1988 stellte er im Feng Ping Shan Museum aus. 1988 wurde der Dokumentarfilm Hon's Orbit vom Museum Hongkong Art produziert. 1992 erfolgte der Umzug nach Kanada. 1995 Einzelausstellung im Feng Ping Shan Museum in Hongkong. 2000 wurde ein der Dokumentarfilm Hons Àrt über die Herstellung von Grafiken vom Heritage Museum in Hongkong produziert. Hon Chi Fun lebte bis zu seinem Tod wieder in Hongkong.

## Einzelnachweis
1. ↑  Hon Chi-fun (1922–2019) In: asiasociety.org, abgerufen am 3. Dezember 2020.

## Weblink
- Lebenslauf in Englisch

| Personendaten    | Personendaten                   |
| ---------------- | ------------------------------- |
| NAME             | Hon, Chi Fun                    |
| KURZBESCHREIBUNG | chinesischer Maler und Grafiker |
| GEBURTSDATUM     | 22. September 1922              |
| GEBURTSORT       | Hongkong                        |
| STERBEDATUM      | 24. Februar 2019                |
| STERBEORT        | Hongkong                        |